# Manass Neumark
Manass Neumark (geb. 19. Mai 1875 in Posen; gest. 21. Oktober 1942 im Ghetto Theresienstadt) war ein liberaler deutscher Rabbiner. Er war der erste Rabbiner, der in Duisburg tätig war.

## Biographie
Manass Neumark war ein Sohn des Kaufmanns Hermann Neumark und von dessen Ehefrau Albertine, geb. Ephraim; die Familie war orthodox. Der Vater verstarb früh, ein Onkel finanzierte ihm den Besuch eines Gymnasiums in Posen und
erste Studiensemester. Wie viele Posener Juden fühlte er sich „entschieden als Deutscher“: „Deutschtum und Judentum sah er als Einheit.“ Aber auch das traditionelle Leben im Schtetl und das Jiddische waren ihm vertraut.
1893 absolvierte Neumark sein Abitur und anschließend ein halbes Jahr talmudische Studien. Von 1893 bis 1900 studierte er an der Universität zu Berlin orientalische Sprachen, Germanistik und Philosophie, am Berliner Rabbinerseminar sowie an der Veitel-Heine-Ephraim’schen Lehranstalt. Ab 1895 war er als Lehrer an der Religionsschule der Israelitischen Synagogen-Gemeinde Adass Jisroel in Berlin tätig. Im Jahr 1900 trat Neumark gemeinsam mit 15 Kollegen aus dem orthodoxen Rabbinerseminar aus und führte seine philologischen und
theologischen Studien privat sowie als Hospitant an der Hochschule für die Wissenschaft des Judentums fort. Bis 1903 wirkte er als Lehrer an der X. Religionsschule der Jüdischen Gemeinde zu Berlin, von 1903 bis 1905 war er als Rabbinatsverweser in Görlitz tätig. Im Januar 1905 legte er seine Rabbinerprüfung vor der Prüfungskommission des liberalen Rabbinerverbandes ab. Im Mai desselben Jahres promovierte er in Gießen zum Thema Lexikalische Untersuchungen zur Sprache der jerusalemischen Pentateuch-Targume.
Bald darauf bewarb sich Manass Neumark um die erstmals ausgeschriebene Stelle als Rabbiner der jüdischen Gemeinde in Duisburg, „für ihn vollkommen fremdes und neues Land“. Zu dieser Zeit hatte die dortige Gemeinde 971 Mitglieder. 1905 nahm er seine Tätigkeit in Duisburg auf, nachdem er seine Cousine Martha (1877–1924), Tochter von Abraham Neumark, geheiratet hatte. Das Ehepaar bekam vier Kinder: Ruth, Eva, Herrmann und Ernst.
Schwerpunkte von Neumarks Arbeit waren Jugenderziehung und Sozialarbeit. Während des Ersten Weltkrieges war er als Seelsorger in Lazaretten und Gefangenenlagern tätig. Er setzte sich gegen den Widerstand aus seiner Gemeinde für die Einrichtung einer städtischen jüdischen Schule ein, die 1927 eröffnet wurde, und gab dort selbst Hebräischunterricht. Er engagierte sich in zahlreichen Vereinigungen: So war er unter anderem Mitglied der Vereinigung der liberalen Rabbiner Deutschlands, 1912 Mitunterzeichner der Richtlinien zu einem Programm für das liberale Judentum, ab 1910 Vorsitzender des Rheinischen Rabbinerverbandes, Vorsitzender im Verein für jüdische Geschichte und Literatur in Duisburg sowie Vorsitzender der Ortsgruppe des Centralvereins deutscher Staatsbürger jüdischen Glaubens, „einer dezidiert dem Deutschtum zuneigenden Organisation“. Bis 1933 unterrichtete er Religion und Hebräisch am Steinbart-Gymnasium.
Bei seinem Amtsantritt in Duisburg wurde Manass Neumark mit Problemen zwischen den ortsansässigen, liberalen „Westjuden“ und den orthodox ausgerichteten „Ostjuden“ konfrontiert, die in den letzten Jahrzehnten nach Duisburg gekommen waren. Liberal, jedoch traditionsverbunden, engagierte er sich als Brückenbauer zwischen den beiden Gruppen, deren Konflikt „weit über die Grenzen der Stadt hinaus für erhebliches Aufsehen sorgte“. Die neu zugezogenen Ostjuden bildeten im Laufe der Jahre die Mehrheit in der Gemeinde, und deren Einfluss auf die Gestaltung der Gottesdienste, ihre äußerliche Auffälligkeit sowie ihre Sprache brachten manche angepasste „Westjuden“ dazu, sich von der Gemeinde zu distanzieren. Neumark appellierte 1909 in einem „Mahnruf an die Gemeinde“ an ihre Solidarität und forderte sie auf, nicht – wie angedroht – die Gemeinde zu verlassen. Die ostjüdische Gemeinschaft, die bis 1920 auf rund 1500 Menschen angewachsen war, gründete den eigenen Verein Machsika  Hadas innerhalb der jüdischen Gemeinde; sein Vorsteher (Dajan) wurde der Rabbinatsassessor Markus Bereisch. Manass Neumark wohnte 1929 der Einweihung von deren Schabbat-Bezirk (Eruv) bei.
1924 starb Neumarks Ehefrau Martha. Sie wurde in Duisburg auf dem Jüdischen Friedhof des kommunalen Friedhofs Sternbuschweg bestattet. Anschließend führte ihm seine Schwester Hulda den Haushalt.
Neumarks Amtskollege Max Eschelbacher aus Düsseldorf schrieb anlässlich von dessen 25-jährigen Amtsjubiläums im Jahre 1930: „Ihm ist die Krone des reinen Herzens gegeben. Aber in diesem gütigen, liebevollen Manne lebt zugleich ein scharfer, klarer Geist, eine unermüdliche Energie, ein großes praktisches Geschick und eine nicht gewöhnliche Organisationsgabe.“
Schon vor Beginn der NS-Diktatur wandte sich Neumark gegen Antisemitismus. So trat er etwa 1920 bei einer Veranstaltung mit dem Philosophen Julius Goldstein einer Gruppe von pöbelnden Antisemiten erfolgreich entgegen. Am 18. März 1933 wurde der Dajan Markus Bereisch von fünf SS-Männern (Bereisch nannte sie später in einem Bericht Boten der Hölle) misshandelt und eine Woche später vor den Augen von rund 1000 Schaulustigen gemeinsam mit anderen Juden durch die Stadt getrieben. Dabei wurde er beschimpft und geschlagen, ihm wurden Haare ausgerissen und diese den Zuschauern zugeworfen, auch wurde sein Bart angezündet. Bereisch konnte sich vor seinen Peinigern in das Gemeindehaus zu Neumark retten. Seine entwürdigende Behandlung wurde auf einem Foto festgehalten, das veröffentlicht wurde und international Empörung auslöste. Da in Berichten von einem „Duisburger Rabbiner“ die Rede war, meldeten sich christliche Geistliche besorgt bei Neumark, da sie dachten, es habe sich um ihn gehandelt. Er antwortete ihnen, dass zwar „in der Person, nicht aber in der Sache“ ein Irrtum vorliege. Bereisch flüchtete in die Schweiz und bewarb sich erfolgreich in Zürich als Rabbiner, wo ihn Neumark empfahl. Er war 40 Jahre lang dort tätig.
1936 machte Neumark eine Reise nach Palästina, die ihm seine Gemeinde zum 60. Geburtstag geschenkt hatte. Seine anfangs eher kritische Haltung zum Zionismus hatte sich durch die antisemitische Politik in Deutschland gewandelt. In Palästina besuchte er ausgewanderte Gemeindemitglieder; den Rat, dort zu bleiben, nahm er nicht an. Er sei „da, wo er als Rabbiner wirke, gerade in dieser Zeit unentbehrlicher als je zuvor“.
Während der Novemberpogrome 1938 wurden die Duisburger Synagoge an der Junkernstraße, Betsäle in Hamborn und Ruhrort sowie die jüdische Leichenhalle durch Brand zerstört. Neumarks Wohnung in der Fuldastr. 4 im Wasserviertel wurde verwüstet, er selbst kurzzeitig in „Schutzhaft“ genommen. Ab Juli 1942 lebte er mit seiner Schwester Hulda im „Judenhaus“ auf der Baustraße 2 in Meiderich.
Am 24. Juli 1942 wurden Hulda und Manass Neumark gemeinsam mit den letzten Mitgliedern seiner Gemeinde nach Theresienstadt deportiert. Neumark starb dort nach drei Monaten, seine Schwester überlebte ihn ein knappes Jahr. Sein Leichnam wurde eingeäschert und die Asche im November 1944 in die Eger geschüttet. Vier seiner sieben Geschwister kamen ebenfalls im Holocaust um. Seine vier Kinder Ruth, Eva, Hermann und Ernst überlebten die NS-Zeit durch Emigration und Flucht.
Sein Sohn Hermann (Yehoshua Amir) war in den 1970er und 1980er Jahren Gastprofessor an der Gesamthochschule Duisburg. Auch sein Enkel Yehoyada Amir ist als Hochschullehrer tätig und lehrte an der Berliner Humboldt-Universität.

## Erinnerungen

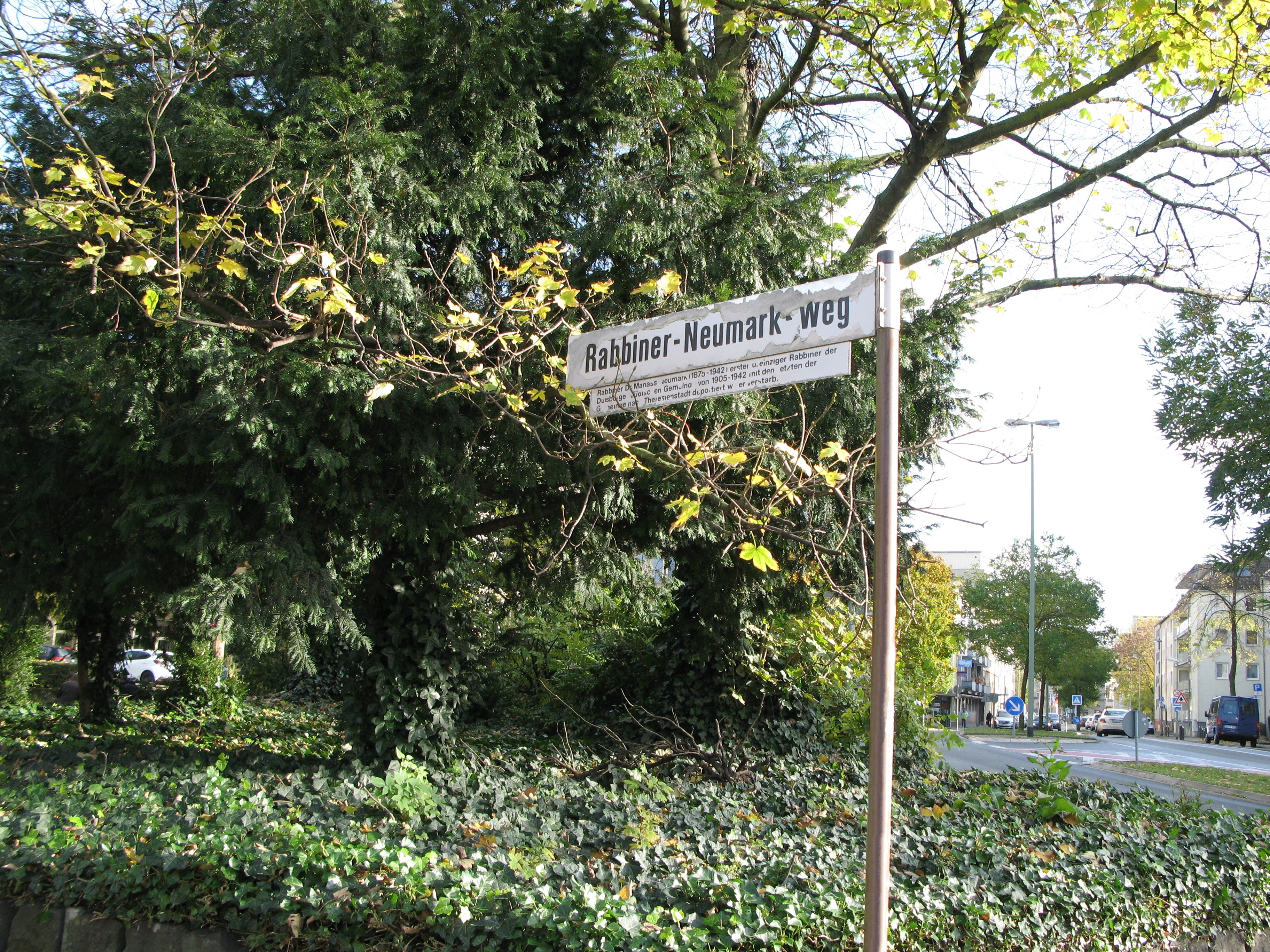
Straßenschild zum Rabbiner-Neumark-Weg

Das Grabmal für Martha Neumark auf dem Jüdischen Friedhof wurde wie alle anderen Steine des Feldes (37a) 1943 an einen Steinmetzen verkauft und weiterverwendet. Bei einem Besuch in Duisburg im Sommer 1952 stellte ihre Tochter Eva Frank bei der Stadt den Antrag auf Ersatz für den verlorenen Stein und hinterließ ein Foto von 1934 des ursprünglichen Grabsteins sowie eine Vorlage für seine Beschriftung entsprechend dem alten Stein. Später bat sie schriftlich um die Ergänzung der Erinnerung an ihren Vater. Der ursprüngliche Stein soll nach Angaben des Sohnes Israel Neumark ein Werk des Künstlers Leopold Fleischhacker gewesen sein.
1984 wurde in der Duisburger Altstadt ein Weg entlang der Stadtmauer nach Manass Neumark Rabbiner-Neumark-Weg benannt. An diesem Weg befindet sich ein Mahnmal zum Gedenken an die Duisburger Synagoge und an die Opfer der Verfolgung durch die Nationalsozialisten des Hannoveraner Künstlers Hans-Jürgen Breuste. Vor Neumarks Wohnhaus auf der Fuldastraße 14 liegen Stolpersteine für ihn und seine Schwester. Ein Privatmann, ehemaliger Kunstlehrer am Steinbart-Gymnasium, schuf zwei Plastiken aus Beton in Form der Köpfe von Neumark und dessen Weggefährten Sally Kaufmann, dem Vorsitzenden der jüdischen Gemeinde, und brachte sie an der Wand seines Hauses an.

## Schriften
- Lexikalische Untersuchungen zur Sprache der jerusalemischen Pentateuch-Targume. Dissertation Berlin. Gießen 1905.